# Haashtag
Haashtag è il sesto album in studio del gruppo musicale statunitense Ha*Ash, pubblicato il 1º settembre 2022 dalla Sony Music.

## Tracce
1. Lo que un hombre debería saber – 3:14 (Ashley Grace, Hanna Nicole, Alejandra Zéguer, Pablo Preciado)
2. Si yo fuera tú – 3:25 (Ashley Grace, Hanna Nicole, Alejandra Zéguer, Pablo Preciado)
3. Supongo que lo sabes – 3:56 (Ashley Grace, Hanna Nicole, José Luis Ortega)
4. Mi salida contigo (feat. Kenia Os) – 2:55 (Ashley Grace, Hanna Nicole, Kenia Flores, Edgar Barrera, Alan Saucedo, Sofia Thompson)
5. Tenían razón – 3:05 (Ashley Grace, Hanna Nicole, Alejandra Zéguer, Pablo Preciado)
6. Mejor que te acostumbres – 3:13 (Ashley Grace, German Duque, Felipe González Abad)
7. Te lo dije – 3:12 (Ashley Grace, Hanna Nicole, Pablo Preciado)
8. Yo nunca nunca – 2:53 (Ashley Grace, Hanna Nicole, Raquel Sofía, Stefano Vieni)
9. Demasiado para ti – 3:08 (Ashley Grace, Hanna Nicole, Pablo Preciado)
10. Mi día favorito – 3:32 (Ashley Grace, Hanna Nicole, Patricia Cantú, Stefano Vieni)
11. Serías tú – 3:26 (Ashley Grace, Hanna Nicole, Pablo Preciado)